# 多尼马拉镇
多尼马拉镇（Donimalai Township），是印度卡纳塔克邦Bellary县的一个城镇。总人口6555（2001年）。

## 人口
该地2001年总人口6555人，其中男性3378人，女性3177人；0—6岁人口671人，其中男345人，女326人；识字率80.08%，其中男性为85.58%，女性为74.22%。